# 下利皮齊亞
49°19′13″N 24°47′23″E / 49.32028°N 24.78972°E
下利皮齊亞（烏克蘭語：Нижня Липиця），是烏克蘭西部的村莊，隸屬伊萬諾-弗蘭科夫斯克州的伊萬諾-弗蘭科夫斯克區。該村始建於1438年，面積16.7平方公里，海拔高度260米，2001年人口719，人口密度每平方公里43人。